# Cryptogramma sitchensis
Cryptogramma sitchensis là một loài thực vật có mạch trong họ Adiantaceae. Loài này được (Rupr.) T. Moore miêu tả khoa học đầu tiên năm 1857.